# 11e arrondissement de Cotonou
Pour les articles homonymes, voir 11e arrondissement.
Le 11e arrondissement de Cotonou est l'un des treize arrondissements de la commune de Cotonou dans le département du Littoral au Bénin.

## Géographie

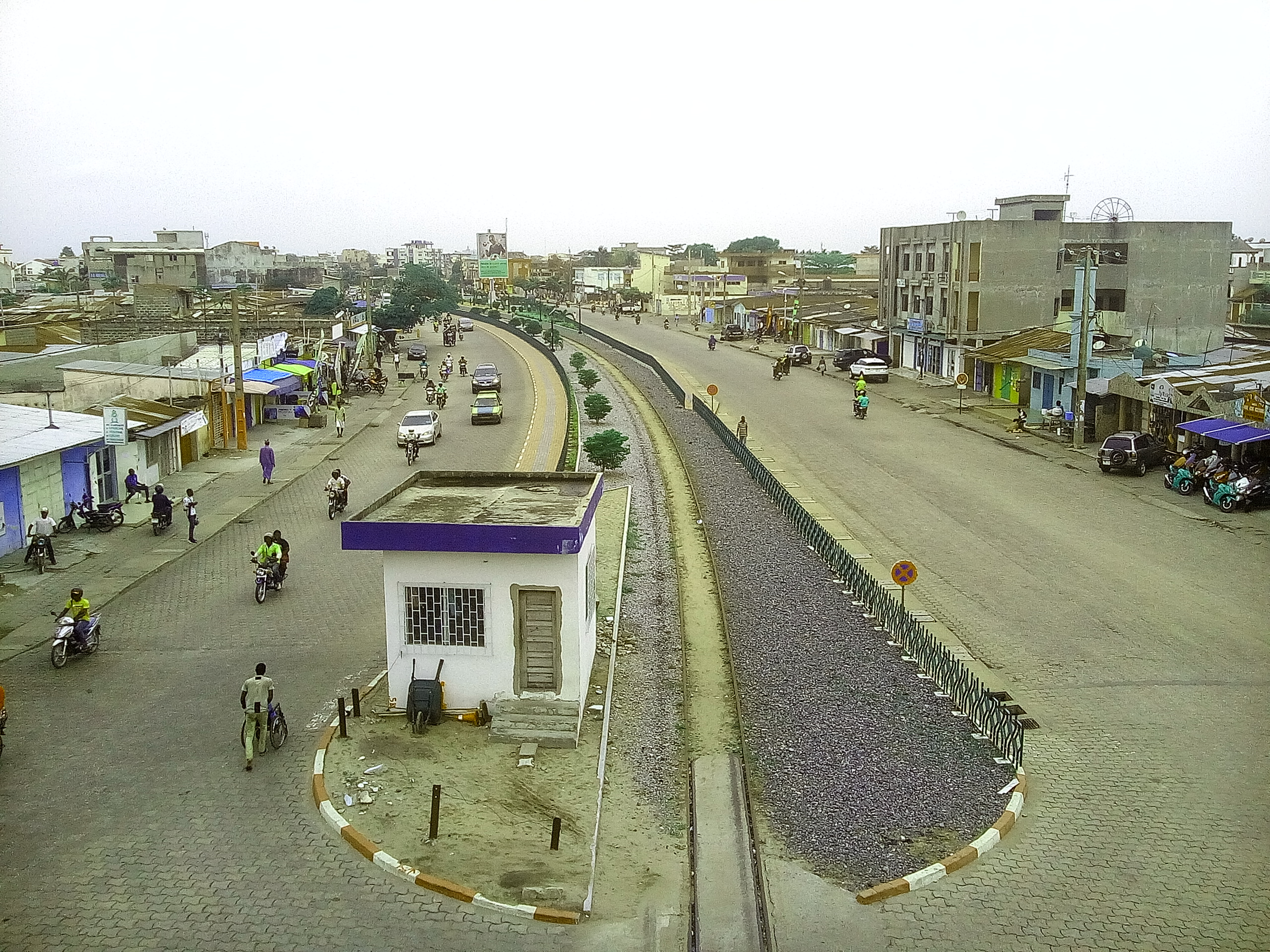
Houéyiho.

Le 11e arrondissement de Cotonou est situé dans le Sud du Bénin et compte treize quartiers que sont Gbediga I, Gbediga II, Gbegamey I, Gbegamey II, Gbegamey III, Gbegamey IV, St Jean (miffongou), Allobatin, Ayidote, Finagnon, Houeyiho I, Houeyiho II et Vodje Centre.

## Démographie
Selon le recensement de la population de 2013 conduit par l'Institut national de la statistique et de l'analyse économique (INSAE), le 11e arrondissement de Cotonou compte 34 879 habitants.

### Galerie de photo

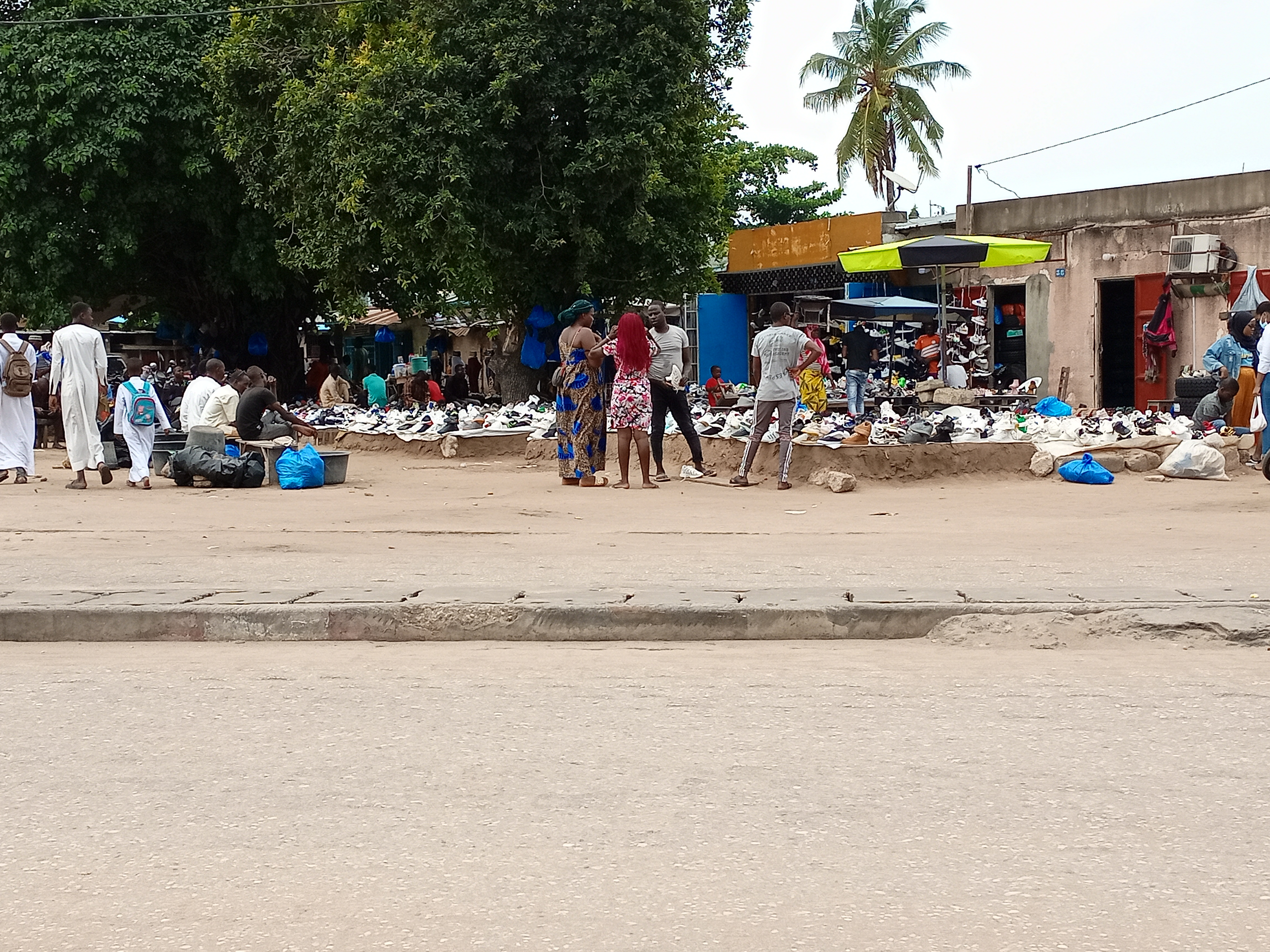
Marché de Chaussures à Gbegamey
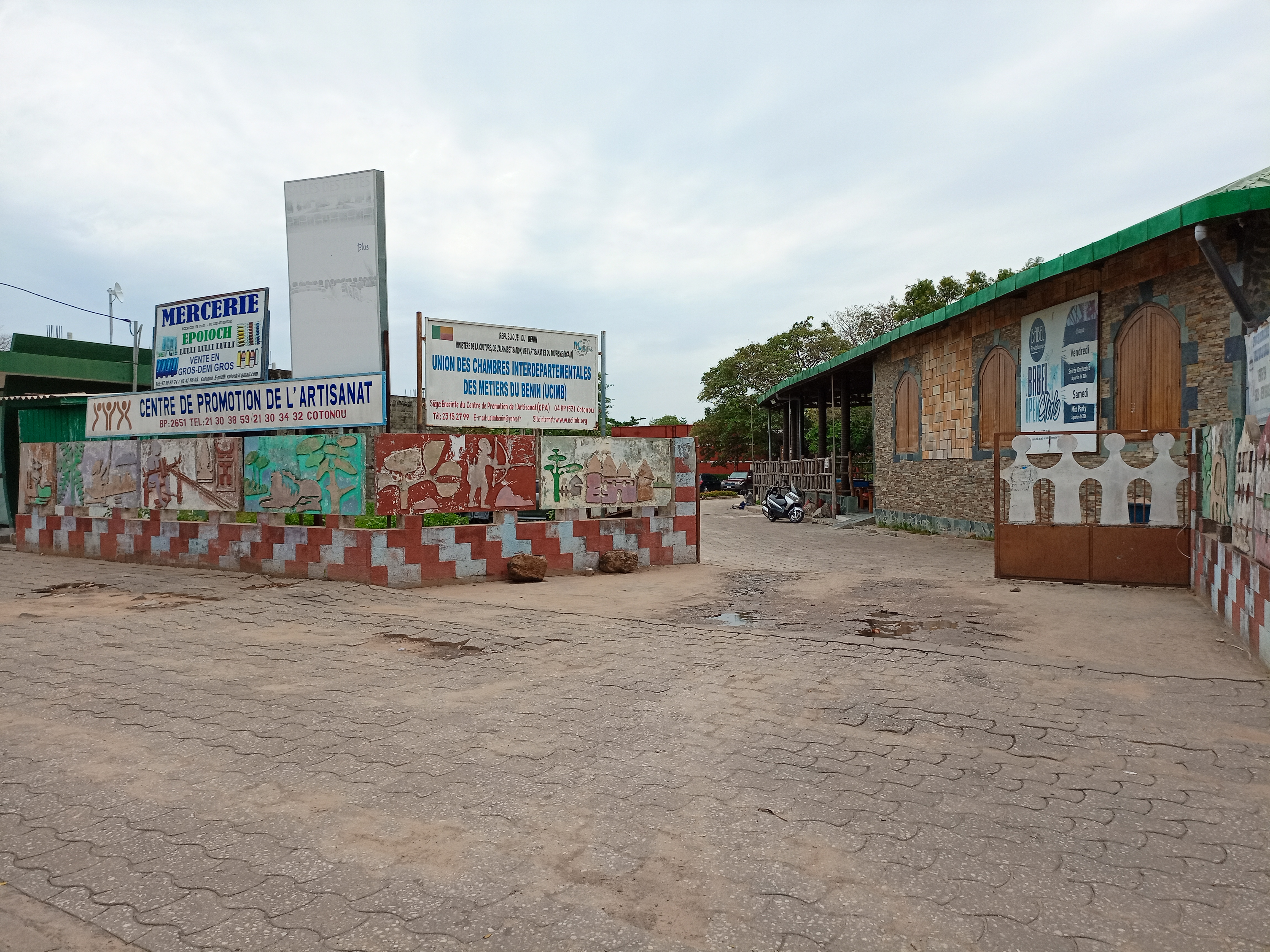
Centre de promotion de l'artisanat de Cotonou